# Ieuás
Ieuás ou euás (em iorubá: Yèwá), anteriormente chamados ebadós (em iorubá: Ẹgbado), são uma tribo dos iorubás que habitam a área oriental da Distrito Senatorial de Ogum Oeste, no estado de Ogum, no sudoeste da Nigéria, África.

## História
Os ebadós parece ter migrado, possivelmente de Queto, Ifé, ou Oió, para sua atual área no início do século XVIII. As vilas ebadós mais importante Ilaró Ayetoro e Ibogila, foram criadas no século XVIII para tirar partido das rotas do comércio escravo, do interior do Império de Oió até à costa em Porto Novo. Outras vilas foram Ilobi e Ijaná, que eram estratégicas na proteção dos flancos das rotas da escravatura. Os ebadós estavam sujeitos às regras do Império de Oió, que eram  controlados pelo governador Onisaré de Ijaná. Os Oió, não foram capazes de implantar sua força cavalaria para proteger as rotas, devido a mosca tsé-tsé e à falta de forragens de cavalo - e, portanto, teve de recorrer aos ebadós para gerenciar as rotas. Os historiadores Akinjogbin, Morton-Williams e Smith, todos concordam que pelo século XVIII esta via para a costa foi fortemente engajada no comércio escravo, e que escravos foram o sustentáculo da economia de Oió.
Os ebadós alcançaram posteriormente  uma frágil independência após a queda do Império de Oió, mas estavam sujeitos a frequentes ataques de outros grupos, tais como a invasão pelo Reino do Daomé (que apreendeu, entre outros, Sarah Forbes Bonetta), e várias tribos que pretendiam forçar a abertura de suas próprias rotas de comércio de escravos para o mar. As vilas Ilaró e Ijaná tinham sido destruídas nos anos 1830. Pelos anos 1840 chegaram a ebadó sob o controle das tribos adjacentes dos ebás, que utilizaram o território ebadó para forjar rotas para Badagri e o porto de Lagos. Pelos anos 1860, os ebás abandonam a rota, porque os ingleses estavam usando ativamente sua formidável marinha para tentar abolir o comércio de escravos. Como consequência, os ebás expulsam os missionários britânicos e comerciantes da área em 1867.
Após 1890, os ebadós solicitaram um protetorado aos britânicos e tendo uma pequena guarnição armada, tornando-se independente dos ebás. A área tornou-se parte da British Colony e protetorado da Nigéria em 1914, como Divisão Ebadó na Província de Abeocutá. A sede administrativa foi mais tarde transferida, após a criação do novo Estado de Ogum incluído (no mesmo tipo) da velha Província de Abeocutá.
Em 1995, escolheram renomear-se para ieuás, em honra ao nome do rio Ieuá, que atravessa a região em que habitam. Eles são principalmente agricultores, mas existem algumas transformações têxteis artesanais. Estão localizados principalmente nas áreas de: Adó-Odó/Otá, Ipoquiá, Ieuá Sul, Ieuá Norte, Imecó-Afom, e Abeocutá Norte. Há denúncias de que o sistema de patrocínio e nepotismo na política nigeriana tenha causado a área, ser negligenciada em termos de investimento.
A área desenvolveu um estilo de música popular, chamado Bolojó, na década de 1970.
O nível populacional é incerta, mas pode ser em torno de 300.000.